# Hiyoko Island
Hiyoko Island (japanisch ひよこ島 Hiyoko-jima, deutsch ‚Küken-Insel‘) ist eine Insel vor der Prinz-Harald-Küste des ostantarktischen Königin-Maud-Lands. Sie liegt 1 km südwestlich der Insel Nesøya in der Lützow-Holm-Bucht. Sie ist die östlichste dreier Inseln, die 800 m nordwestlich der Meerenge zwischen der Ongul-Insel und der Ost-Ongul-Insel liegen. Die beiden anderen Inseln der Gruppe sind Wakadori Island und Mendori Island.
Luftaufnahmen und Vermessungen einer von 1957 bis 1962 durchgeführten japanischen Antarktisexpedition. Die japanische Benennung aus dem Jahr 1972 überführte das US-amerikanische Advisory Committee on Antarctic Names 1975 ins Englische.